# Tityus lourencoi
Espèce
Tityus lourencoi est une espèce de scorpions de la famille des Buthidae.

## Distribution
Cette espèce est endémique du département de Cundinamarca en Colombie. Elle se rencontre vers Quetame.

## Description
Le mâle holotype mesure 44,1 mm et la femelle paratype 54,3 mm.

## Étymologie
Cette espèce est nommée en l'honneur de Wilson R. Lourenço.

## Publication originale
- Flórez, 1996 : « Tityus lourencoi, a new species of scorpion from the Cordillera Oriental, Colombia (Scorpiones: Buthidae). » Revista de Biologia Tropical, vol. 44, no 2, p. 683-685 (texte intégral).